# Temporada 1978-79 de los Portland Trail Blazers
La temporada 1978-79 fue la novena de los Portland Trail Blazers en la NBA. La temporada regular acabó con 45 victorias y 37 derrotas, ocupando el sexto puesto de la conferencia Oeste, clasificándose para los playoffs, en los que cayeron en primera ronda frente a los Phoenix Suns.

## Elecciones en elDraft
| Ronda | Puesto | Jugador         | Posición  | Nacionalidad   | Universidad |
| ----- | ------ | --------------- | --------- | -------------- | ----------- |
| 1     | 1      | Mychal Thompson | Ala-Pívot | Bahamas        | Minnesota   |
| 1     | 7      | Ron Brewer      | Escolta   | Estados Unidos | Arkansas    |
| 2     | 24     | Keith Herron    | Alero     | Estados Unidos | Villanova   |
| 2     | 44     | Clemon Johnson  | F/C       | Estados Unidos | Florida A&M |
| 5     | 110    | Clay Johnson    | Escolta   | Estados Unidos | Missouri    |

## Temporada regular
| División Pacífico        | División Pacífico | División Pacífico | División Pacífico | División Pacífico | División Pacífico | División Pacífico | División Pacífico | División Pacífico |
| Equipo                   | G                 | P                 | %                 | PD                | Casa              | Fuera             | Div               |                   |
| ------------------------ | ----------------- | ----------------- | ----------------- | ----------------- | ----------------- | ----------------- | ----------------- | ----------------- |
| y-Seattle SuperSonics    | 52                | 30                | .634              | –                 | 31-10             | 21-20             | 11–9              |                   |
| x-Phoenix Suns           | 50                | 32                | .610              | 2                 | 32–9              | 18–23             | 11–9              |                   |
| x-Los Angeles Lakers     | 47                | 35                | .573              | 5                 | 31–10             | 16–25             | 11–9              |                   |
| x-Portland Trail Blazers | 45                | 37                | .549              | 7                 | 33–8              | 12–29             | 8–12              |                   |
| San Diego Clippers       | 43                | 39                | .524              | 9                 | 29–12             | 14–27             | 11–9              |                   |
| Golden State Warriors    | 38                | 44                | .463              | 14                | 23–18             | 15–26             | 8–12              |                   |

## Playoffs

### Primera ronda
Phoenix Suns vs. Portland Trail Blazers 
| Fecha       | Partido                                      | Ciudad   |
| ----------- | -------------------------------------------- | -------- |
| 10 de abril | Phoenix Suns 107, Portland Trail Blazers 105 | Phoenix  |
| 13 de abril | Portland Trail Blazers 96, Phoenix Suns 92   | Portland |
| 15 de abril | Phoenix Suns 101, Portland Trail Blazers 91  | Phoenix  |
|             | Phoenix Suns gana las series 2-1             |          |

## Estadísticas
| Rk | Jugador         | Edad | P  | PT | MP   | TC  | TCI  | %TC  | TL  | TLI | %TL   | RO  | RD  | RT   | AS  | RB  | TAP | BP  | FP  | PTS  |
| -- | --------------- | ---- | -- | -- | ---- | --- | ---- | ---- | --- | --- | ----- | --- | --- | ---- | --- | --- | --- | --- | --- | ---- |
| 1  | Maurice Lucas   | 26   | 69 |    | 35.7 | 8.2 | 17.5 | .470 | 3.9 | 5.0 | .783  | 2.8 | 7.6 | 10.4 | 3.1 | 1.0 | 1.2 | 3.4 | 3.7 | 20.4 |
| 2  | Tom Owens       | 29   | 82 |    | 34.0 | 7.3 | 13.4 | .548 | 3.9 | 4.9 | .794  | 3.2 | 5.8 | 9.0  | 3.7 | 0.7 | 0.7 | 3.0 | 4.0 | 18.5 |
| 3  | Lionel Hollins  | 25   | 64 |    | 30.7 | 6.3 | 13.8 | .454 | 2.7 | 3.5 | .778  | 0.5 | 1.8 | 2.3  | 5.1 | 1.8 | 0.4 | 3.5 | 3.1 | 15.3 |
| 4  | Ron Brewer      | 23   | 81 |    | 30.3 | 5.4 | 10.8 | .494 | 2.6 | 3.2 | .820  | 1.1 | 1.7 | 2.8  | 2.0 | 1.3 | 1.0 | 1.9 | 2.2 | 13.3 |
| 5  | Mychal Thompson | 24   | 73 |    | 29.4 | 6.3 | 12.8 | .490 | 2.1 | 3.7 | .572  | 2.7 | 5.6 | 8.3  | 2.4 | 0.9 | 1.8 | 2.8 | 3.7 | 14.7 |
| 6  | Bob Gross       | 25   | 53 |    | 27.2 | 3.9 | 8.4  | .472 | 1.8 | 2.2 | .807  | 2.0 | 2.7 | 4.7  | 3.5 | 1.3 | 0.9 | 2.3 | 3.0 | 9.7  |
| 7  | Dave Twardzik   | 28   | 64 |    | 24.5 | 3.2 | 6.0  | .533 | 4.1 | 4.7 | .873  | 0.6 | 1.3 | 1.9  | 2.8 | 1.3 | 0.1 | 2.0 | 2.9 | 10.4 |
| 8  | T.R. Dunn       | 23   | 80 |    | 22.9 | 3.1 | 6.9  | .448 | 1.5 | 2.0 | .772  | 1.8 | 2.5 | 4.3  | 1.3 | 1.1 | 0.3 | 1.2 | 2.1 | 7.7  |
| 9  | Larry Steele    | 29   | 72 |    | 20.7 | 2.8 | 6.7  | .420 | 1.6 | 1.9 | .824  | 0.8 | 1.6 | 2.4  | 2.0 | 1.0 | 0.1 | 1.3 | 2.9 | 7.2  |
| 10 | Jim McMillian   | 30   | 23 |    | 12.1 | 1.4 | 3.2  | .446 | 0.7 | 0.9 | .810  | 0.7 | 1.0 | 1.7  | 1.4 | 0.4 | 0.1 | 0.7 | 0.8 | 3.6  |
| 11 | Lloyd Neal      | 28   | 4  |    | 12.0 | 1.0 | 2.8  | .364 | 0.3 | 0.3 | 1.000 | 0.5 | 1.8 | 2.3  | 0.3 | 0.0 | 0.3 | 1.5 | 1.8 | 2.3  |
| 12 | Kim Anderson    | 23   | 21 |    | 10.7 | 1.1 | 3.7  | .312 | 0.7 | 1.3 | .536  | 0.8 | 1.3 | 2.1  | 0.7 | 0.2 | 0.2 | 1.0 | 2.0 | 3.0  |
| 13 | Clemon Johnson  | 22   | 74 |    | 10.7 | 1.4 | 2.9  | .470 | 0.5 | 1.0 | .486  | 1.1 | 1.9 | 3.1  | 1.1 | 0.3 | 0.5 | 0.9 | 1.6 | 3.2  |
| 14 | Willie Smith    | 25   | 13 |    | 10.1 | 1.8 | 3.4  | .523 | 0.9 | 1.3 | .706  | 0.5 | 0.5 | 1.0  | 1.3 | 0.8 | 0.1 | 1.1 | 1.5 | 4.5  |
| 15 | Ira Terrell     | 24   | 18 |    | 8.9  | 1.7 | 3.0  | .556 | 0.4 | 0.8 | .533  | 0.6 | 1.5 | 2.1  | 0.8 | 0.4 | 0.3 | 0.9 | 1.5 | 3.8  |

## Galardones y récords
| Jugador         | Galardón                                        |
| Mychal Thompson | Mejor quinteto de rookies de la NBA             |
| Ron Brewer      | Mejor quinteto de rookies de la NBA             |
| Maurice Lucas   | 2.º Mejor quinteto defensivo de la NBA All-Star |
| Lionel Hollins  | 2.º Mejor quinteto defensivo de la NBA          |
| Bob Gross       | 2.º Mejor quinteto defensivo de la NBA          |